# Łuczniczka Bydgoszcz 2014-2015
Questa voce raccoglie le informazioni riguardanti il Łuczniczka Bydgoszcz nelle competizioni ufficiali della stagione 2014-2015.

## Organigramma societario
Area direttiva
- Presidente: Piotr Sieńko

Area tecnica
- Allenatore: Vital Heynen
- Allenatore in seconda: Marian Kardas

## Rosa
| N° | Nome                | Ruolo | Data di nascita  | Nazionalità sportiva |
| -- | ------------------- | ----- | ---------------- | -------------------- |
| 1  | Jan Nowakowski      | C     | 17 maggio 1994   | Polonia              |
| 2  | Steven Marshall     | S     | 23 novembre 1989 | Canada               |
| 4  | Wojciech Jurkiewicz | C     | 21 giugno 1977   | Polonia              |
| 5  | Justin Duff         | C     | 10 maggio 1988   | Canada               |
| 6  | Jakub Jarosz        | S/O   | 10 febbraio 1987 | Polonia              |
| 7  | Marcin Waliński     | S     | 24 ottobre 1990  | Polonia              |
| 8  | Konstantin Čupković | S     | 2 gennaio 1987   | Serbia               |
| 9  | Łukasz Wiese        | S/O   | 24 marzo 1993    | Polonia              |
| 10 | Paweł Woicki        | P     | 19 giugno 1983   | Polonia              |
| 14 | Dawid Gunia         | C     | 1º gennaio 1987  | Polonia              |
| 15 | Paweł Stysiał       | L     | 30 gennaio 1997  | Polonia              |
| 16 | Andrew Nally        | S     | 7 giugno 1988    | Stati Uniti          |
| 17 | Nikodem Wolański    | P     | 19 gennaio 1994  | Polonia              |
| 18 | Tomasz Bonisławski  | L     | 22 gennaio 1991  | Polonia              |